# Wilfried Hark
Wilfried „Willi“ Hark (* 5. Juni 1960 in Anklam) ist ein ehemaliger deutscher Sportreporter. Er wurde vor allem als Live-Kommentator der ARD-Sportschau für Biathlon (1992 bis 2025) und Leichtathletik (2006 bis 2024) bekannt.

## Werdegang
Wilfried Hark studierte Journalistik in Leipzig und war anschließend in der Sportredaktion des Deutschen Fernsehfunks tätig, für den er unter anderem die Fußballsendung Panorama moderierte. Seit 1991 ist er Redakteur beim Norddeutschen Rundfunk (NDR). Er moderierte im NDR Fernsehen u. a. den Sportclub.
Hark war seit den Olympischen Winterspielen 1992 Live-Kommentator der ARD für Biathlon (ab 2007 abwechselnd mit Christian Dexne) und berichtete in dieser Funktion von allen Winterspielen, Weltmeisterschaften und Weltcup-Saisons. Sein letztes Rennen kommentierte er beim Weltcupfinale 2024/25 in Oslo.
1993 arbeitete Hark bei den Leichtathletik-Weltmeisterschaften in Stuttgart zum ersten Mal im Leichtathletik-Team der ARD. Zu den Europameisterschaften 2006 in Göteborg wurde er als Nachfolger von Gerd Rubenbauer Leichtathletik-Live-Kommentator der Sportschau und begleitete seitdem im Duo mit Ralf Scholt alle Großereignisse in dieser Sportart. Nach den Olympischen Sommerspielen 2024 kommentierte Hark beim ISTAF Berlin 2024 letztmals eine Leichtathletik-Veranstaltung.
2012 war er zusammen mit Ralf Scholt, Philipp Sohmer, Peter Grube, Wolf-Dieter Poschmann, Norbert Galeske und Norbert König für die Berichterstattung von den Olympischen Sommerspielen 2012 in London für den Deutschen Fernsehpreis 2012 nominiert.
Der Verein Deutsche Sprache, der seit Jahren erbittert gegen Anglizismen in der deutschen Sprache kämpft, verlieh dem Reporter Hark 2012 den neu geschaffenen Dschammeeka-Preis. „Damit zeichnen wir ab jetzt Reporter aus, die bei sportlichen Großereignissen am konsequentesten die deutsche Aussprache von Orts-, Länder- und Personennamen vermeiden.“